# Бої за Димер
Бої за Димер розпочалися після вторгнення Росії в Україну.

## Перебіг подій

### 25 лютого
Відбувся бій в районі Димера, куди просунулась велика кількість броньованої російської техніки.

### 1 квітня
Підрозділами Збройних Сил України відновлено контроль над смт. Димер.